# Marcelo Perugini
Marcelo Fabián Perugini (Buenos Aires, 17 gennaio 1984) è un ex calciatore argentino, di ruolo centrocampista.

## Carriera
Ha giocato nella massima serie dei campionati argentino e boliviano, e nella seconda divisione argentina.